# Perarolo di Cadore
Perarolo di Cadore település Olaszországban, Veneto régióban, Belluno megyében. Lakosainak száma 373 fő (2023. január 1.). Perarolo di Cadore Cimolais, Erto e Casso, Ospitale di Cadore, Valle di Cadore és Pieve di Cadore községekkel határos.

## Népesség
A település lakossága az elmúlt években az alábbi módon változott:
| Lakosok száma | 374  | 372  | 373  |
|               | 2017 | 2018 | 2023 |